# De tv-beelden
De tv-beelden waren Nederlandse televisieprijzen voor makers en bedenkers uit de televisie-industrie. De prijzen werden net als bij de Emmy's toegekend door collega's. De prijzen werden elk jaar tijdens de eerste week van maart uitgereikt.

## Geschiedenis
Op 30 januari 2013 werd bekend dat de tv-beelden de vervanger zouden worden van de Beeld en Geluid Awards, die tot 2012 uitgereikt werden door het Nederlands Instituut voor Beeld en Geluid. In 2013 werd in één categorie een prijs uitgereikt: Beste nieuwe format. Sinds 2014 zijn er prijzen in meerdere categorieën.
In 2016 werd de uitreiking op een speciaal themakanaal van Ziggo vertoond, waarbij de avond werd gepresenteerd door Quinty Trustfull en Rolf Wouters.
Het bestuur van de stichting de tv-beelden werd voorgezeten door Gijs van Dam, de eigenaar van het bedrijf achter de tv-beelden. In 2017 kwam aan de uitreiking van de tv-beelden een  einde, doordat Van Dam publiekelijk door Jelle Brandt Corstius werd beschuldigd van grensoverschrijdend gedrag en de organisatie besloot de uitreiking van 2018 niet door te laten gaan. Sindsdien zijn er geen nieuwe uitreikingen meer geweest.

## Nominatie en procedure
De winnaars in de verschillende categorieën worden bepaald door vakjury's onder leiding van algemeen juryvoorzitter Boris van der Ham. Een programma moet in het voorgaande kalenderjaar zijn uitgezonden om in aanmerking te komen voor een van de tv-beelden. Programma's kunnen worden ingeschreven in meerdere categorieën. Voor elke categorie gelden specifieke aanmeldingseisen.

## Trofee
De bijbehorende trofee is ontworpen door kunstenares Iris Le Rütte.

## Winnaars

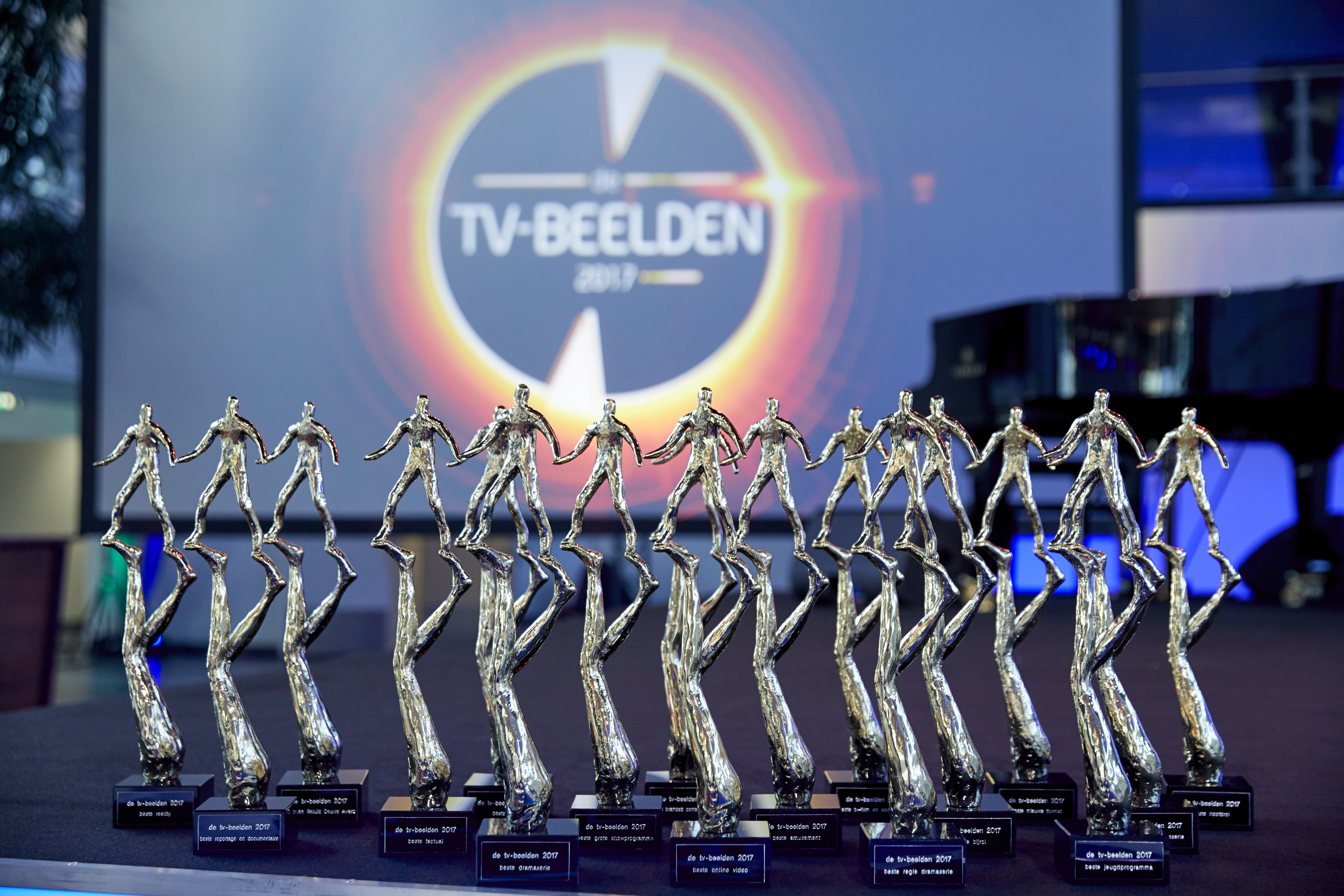
de tv-beelden 2017 klaar voor uitreiking

### 2013
| Categorie           | Winnaar                                  |
| ------------------- | ---------------------------------------- |
| Beste nieuwe format | De beste singer-songwriter van Nederland |

### 2014
| Categorie                                  | Winnaar                       |
| ------------------------------------------ | ----------------------------- |
| Beste nieuwe format                        | De Kwis                       |
| Beste amusement                            | The Passion                   |
| Beste grote showprogramma                  | All You Need is Love          |
| Beste reality                              | Expeditie Robinson            |
| Beste jeugdprogramma                       | Checkpoint                    |
| Beste actuele programma                    | Dag Tegen Pesten              |
| Beste reportage en documentaire(programma) | De verdediging van Robert M.  |
| Beste dramaserie                           | De Prooi                      |
| Beste hoofdrol                             | Pierre Bokma                  |
| Beste bijrol                               | Olga Zuiderhoek               |
| Beste second screen concept                | Spring Levend (GTST)          |
| Beste 'made for web'                       | niet uitgereikt door jury     |
| Beste sponsorfit                           | Divorce en partner Volkswagen |
| Beste presentator                          | Humberto Tan                  |
| Oeuvre award                               | John de Mol                   |

### 2015
| Categorie                                  | Winnaar                                                       |
| ------------------------------------------ | ------------------------------------------------------------- |
| Beste nieuwe format                        | Utopia                                                        |
| Beste amusement                            | Wie is de Mol?                                                |
| Beste grote showprogramma                  | Everybody Dance Now                                           |
| Beste reality                              | Project P: Stop het pesten                                    |
| Beste jeugdprogramma                       | BZT Show                                                      |
| Beste actuele programma                    | Pauw - interview met Frans Timmermans                         |
| Beste reportage en documentaire(programma) | De Muur                                                       |
| Beste dramaserie                           | Ramses                                                        |
| Beste hoofdrol                             | Maarten Heijmans in Ramses                                    |
| Beste bijrol                               | Noortje Herlaar in Ramses                                     |
| Beste second screen concept                | GTST 5000-app                                                 |
| Beste 'made for web'                       | Marokkaan geeft rijles                                        |
| Beste sponsorfit                           | Roy Donders: Meer dan Stylist van het Zuiden en partner Jumbo |
| Beste presentator                          | Martijn Krabbé                                                |
| Oeuvre award                               | Ria Bremer                                                    |

### 2016
| Categorie                                  | Winnaar                                                                              |
| ------------------------------------------ | ------------------------------------------------------------------------------------ |
| Beste nieuwe format                        | Dance Dance Dance                                                                    |
| Beste amusement                            | De Kwis                                                                              |
| Beste grote showprogramma                  | The voice of Holland                                                                 |
| Beste reality                              | Anita wordt opgenomen                                                                |
| Beste jeugdprogramma                       | Anti Pest Club                                                                       |
| Beste actuele programma                    | Nieuwsuur: De Teevendeal                                                             |
| Beste reportage en documentaire(programma) | 2Doc: Naziha’s Lente                                                                 |
| Beste dramaserie                           | One Night Stand: Geen Koningen in ons bloed                                          |
| Beste hoofdrol                             | Ariane Schluter in One Night Stand: Een goed leven                                   |
| Beste bijrol                               | Jacob Derwig in Penoza IV                                                            |
| Beste regie voor een dramaserie            | Lourens Blok voor Vechtershart                                                       |
| Beste script voor een dramaserie           | Mees Peijnenburg & Bastiaan Kroeger voor One Night Stand: Geen Koningen in ons bloed |
| Beste second screen concept                | 4JIM                                                                                 |
| Beste 'made for web'                       | Super Stream Me                                                                      |
| Beste sponsorfit                           | Staatsloterij: Puur Geluk                                                            |
| Beste presentator                          | Chantal Janzen                                                                       |
| Oeuvre award                               | Paul de Leeuw                                                                        |

### 2017
| Categorie                                  | Winnaar                                                               |
| ------------------------------------------ | --------------------------------------------------------------------- |
| Beste nieuwe format                        | The Amsterdam Project (RTL 4, Kalemami)                               |
| Beste amusement                            | Mindf*ck (OVP, AVROTROS)                                              |
| Beste grote showprogramma                  | Dance Dance Dance (Talpa, RTL 4)                                      |
| Beste reality                              | The Amsterdam Project (RTL 4, Kalemami)                               |
| Beste factual                              | Break Free (Skyhigh TV, BNN)                                          |
| Beste jeugdprogramma                       | Welkom in de jaren 60 (NTR)                                           |
| Beste actuele programma                    | 5 jaar later: Diederik Samsom                                         |
| Beste reportage en documentaire(programma) | Schuldig (Human)                                                      |
| Beste app                                  | The voice of Holland (Talpa, RTL 4)                                   |
| Beste online Video                         | #BOOS (BNNVARA, YouTube)                                              |
| Beste branded content concept              | Goede tijden, slechte tijden i.s.m. WE Fashion (Endemol Shine, RTL 4) |
| Beste dramaserie                           | Vechtershart (Endemol Shine, BNN)                                     |
| Beste tv-film en korte serie               | De Zaak Menten (NL Film, Omroep MAX)                                  |
| Beste hoofdrol                             | Susan Radder in One Night Stand: Horizon                              |
| Beste bijrol                               | Frank Lammers in Icarus: de wetenschapper                             |
| Beste regie voor een dramaserie            | Norbert ter Hall voor A'dam - E.V.A. (NTR / VARA / VPRO)              |
| Beste script voor een dramaserie           | Pieter Bart Korthuis voor Vechtershart (Endemol Shine, BNN)           |
| Beste presentator                          | Eva Jinek                                                             |
| Beeld en geluid oeuvre award               | Linda de Mol                                                          |